# ロイター板

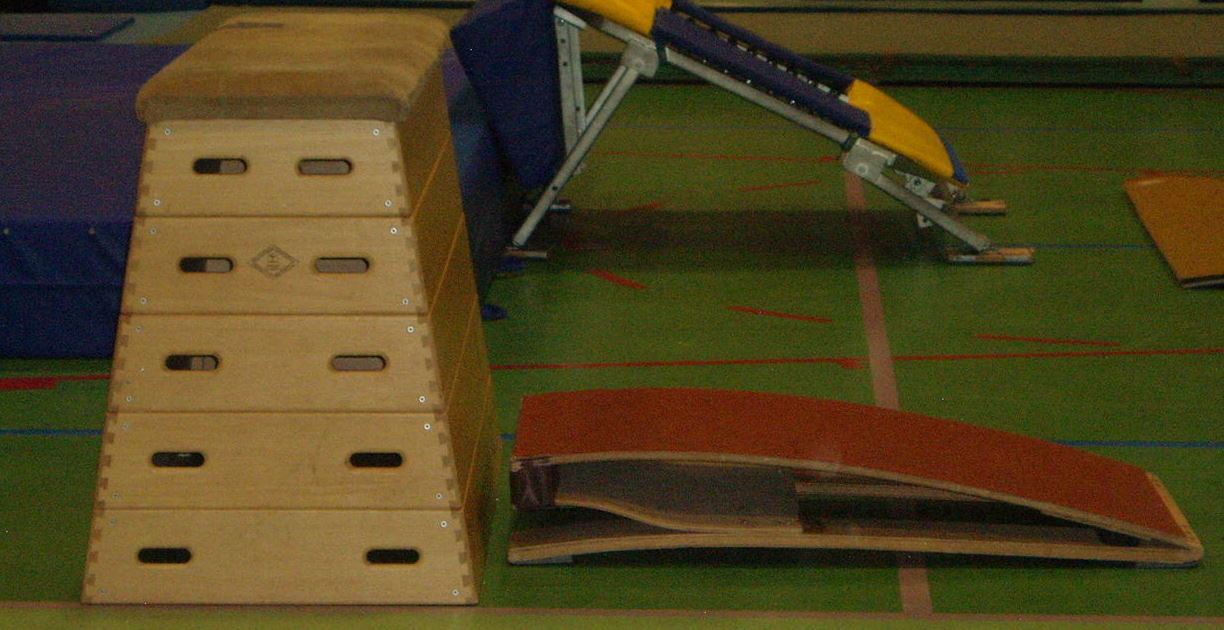
ロイター板と跳び箱

ロイター板（ロイターばん）は、板ばねを内蔵し合板の弾性を利用する構造をもつ踏切板である。
「踏切板」には固定式とスプリング式があり、ロイター板はスプリング式の踏切板である。「ロイター式踏切板」などと呼んで固定式のものと区別されることもある。「ロイター式（Reuther model）」は開発者のリチャード・ロイターの名に由来する。
主に体操競技の跳馬、平行棒や段違い平行棒、平均台、跳び箱などに用いられ、オリンピックなどの公式競技でも使用されている。1956年メルボルンオリンピックから使用された。
形状は、幅よりも奥行きの方が長い長方形を成し、踏み切り面には傾斜が付いている。通常、上面はカーペット張りになっている。踏み切ることにより反発力が生じ、ダイナミックな跳躍が可能となる。学校教育などではS字形の木製の板ばねを採用したものが採用される。このほか、金属製のばねを利用したもの、ゴムを利用したもの、空気圧を利用したものもある。